# Super Trouper
Super Trouper es el nombre del séptimo álbum de estudio del grupo sueco ABBA publicado en 1980 por Polar Music. Al abandonar el estilo disco, es en este álbum donde ya se observa cierta madurez en las canciones del grupo, al tratar temas menos triviales como divorcio, fascismo y separaciones.

## Grabación del álbum
Con solo dos canciones descartadas y un tiempo de grabación de solo nueve meses Super Trouper fue uno de los álbumes que ABBA completó más rápidamente. El trabajo en el nuevo LP había comenzado en enero, cuando Björn y Benny viajaron a Barbados en un viaje para inspirarse, tal como lo habían hecho un año atrás, cuando viajaron a Miami y grabaron «Voulez-Vous». De esta experiencia se obtuvieron cinco nuevas canciones que se comenzaron a grabar el 4 de febrero de 1980: «Hold Me Close», «Äntligen Krig», «Daddy Don’t Get Drunk On Christmas Day», «Esses Vad Det Svänger När Man Spelar Jazz» y «Elaine», esta última lanzada como lado B de «The Winner Takes It All» y posteriormente incluida en el álbum como bonus track. Después de comenzar estas pistas ABBA viaja a Japón donde realizan su última gira.
El 9 de abril «Hold Me Close» se convertiría en «Andante, Andante» y «Äntligen Krig» en «The Piper». «Daddy Don’t Get Drunk On Christmas Day» había sido planeada para un musical que tenía lugar en la víspera de año nuevo, y aunque Björn y Benny nunca pudieron concretar esa idea la canción fue grabada ese mismo 9 de abril bajo el título de «Happy New Year». El 24 de abril, de la pista «Esses Vad Det Svänger När Man Spelar Jazz» surgiría «On and On and On», lanzada como sencillo en algunos países.
El 2 de junio comienzan los trabajos en «The Story Of My Life». Al día siguiente, el 3 de junio, se graba el demo «Burning My Bridges», no publicado hasta 1994 en el ABBA Undeleted. El 4 de junio Frida graba el tema «Our Last Summer», una balada inspirada en un romance de Björn en Francia cuando era más joven. El 6 de junio se le agrega la letra a la pista «The Story Of My Life», dando lugar al primer sencillo del álbum, «The Winner Takes It All», cuya letra estuvo inspirada en el divorcio de Björn y Agnetha.
Las sesiones de grabación se reanudan el 8 de septiembre cuando se graba «Piccolino», título previo de «Me And I". El 9 de septiembre, Agnetha pone su voz en la pista dance «Yarrafat», para convertirse en «Lay All Your Love On Me», tercer sencillo del álbum en algunos países. Ese mismo día, tiene lugar la grabación de «Put On Your White Sombrero», canción que no fue publicada hasta 1994, en el box set Thank you for the Music, y que posteriormente se incluiría como bonus track del álbum.
El 3 de octubre, sólo unos días antes de la sesión de fotos para la portada del álbum, Björn y Benny habían comenzado a trabajar con la pista de «Blinka Lilla Stjärna», que con la voz de Frida pasó a ser «Super Trouper», segundo sencillo del álbum. Ya como última pista, el grupo decidió incluir un tema "en vivo": «The Way Old Friends Do», una canción presentada durante su tour de 1979. El 8 de octubre se retoca la grabación de su concierto en la Wembley Arena y con esto finalizan las sesiones de grabación del álbum.
No obstante, en octubre de 1980, semanas antes del lanzamiento del álbum, Frida y Agnetha graban las canciones «Andante, Andante» y «Felicidad», que sustituirán a sus versiones en inglés en países de habla hispana, y que serían publicados como canciones promocionales en Sudamérica.

## Lanzamientos
Super Trouper fue publicado por primera vez en Escandinavia el 3 de noviembre de 1980 bajo el sello de Polar Music. En países hispanos, los temas «Andante, Andante» y «Happy New Year»" fueron sustituidos por sus versiones en español. En el Reino Unido fue lanzado un box set de edición especial, que contenía el LP, un fólder con la imagen del grupo, el libro ABBA For The Record de John Trobler y un póster con la portada del disco.

### Variaciones
| País        | Año  | Formato | N.º de Catálogo       | Comentarios                                    |
| ----------- | ---- | ------- | --------------------- | ---------------------------------------------- |
| Suecia      | 1980 | LP      | Polar POLS 322        | Versión original                               |
| España      | 1980 | LP      | Caranby - TXS 3202    | Incluye "Andante, Andante" y "Felicidad"       |
| Reino Unido | 1980 | Box set | Epic - ABBOX 1        | Incluye un LP, un fólder, un libro y un póster |
| Suecia      | 1997 | CD      | Polydor - 533 979-2   | Primera masterización                          |
| Suecia      | 2001 | CD      | Polar - 549 956-2     | Segunda masterización                          |
| Suecia      | 2005 | CD      | Polar - 0602498723180 | Tercera masterización                          |

## Lista de temas

### LP original (1980)
| Lado A |                           |                                |          |  |
| N.º    | Título                    | Escritor(es)                   | Duración |  |
| 1.     | «Super-Trouper»           | Benny Andersson, Björn Ulvaeus | 4:11     |  |
| 2.     | «The Winner Takes It All» | Benny Andersson, Björn Ulvaeus | 4:55     |  |
| 3.     | «On and On and On»        | Benny Andersson, Björn Ulvaeus | 3:40     |  |
| 4.     | «Andante, andante»        | Benny Andersson, Björn Ulvaeus | 4:39     |  |
| 5.     | «Me And I»                | Benny Andersson, Björn Ulvaeus | 4:19     |  |

| Lado B |                                                                           |                                |          |  |
| N.º    | Título                                                                    | Escritor(es)                   | Duración |  |
| 6.     | «Happy New Year»                                                          | Benny Andersson, Björn Ulvaeus | 4:23     |  |
| 7.     | «Our Last Summer»                                                         | Benny Andersson, Björn Ulvaeus | 4:19     |  |
| 8.     | «The Piper»                                                               | Benny Andersson, Björn Ulvaeus | 3:26     |  |
| 9.     | «Lay All Your Love On Me»                                                 | Benny Andersson, Björn Ulvaeus | 4:33     |  |
| 10.    | «The Way Old Friends Do» (En vivo Londres Wembley Stadium noviembre 1979) | Benny Andersson, Björn Ulvaeus | 2:57     |  |
| 41:22  |                                                                           |                                |          |  |

### Pistas adicionales
| Edición de 1997 |                                                                        |                                |          |  |
| N.º             | Título                                                                 | Escritor(es)                   | Duración |  |
| 11.             | «Elaine» (Lado B de "The Winner Takes It All")                         | Benny Andersson, Björn Ulvaeus | 3:44     |  |
| 12.             | «Put On Your White Sombrero» (Outtake de las sesiones para el álbum)   | Benny Andersson, Björn Ulvaeus | 4:34     |  |
| 13.             | «Gimme! Gimme! Gimme! (A Man After Midnight)» (Lado A lanzado en 1979) | Benny Andersson, Björn Ulvaeus | 4:53     |  |
| 54:33           |                                                                        |                                |          |  |

| Edición de 2001 |                                                                      |                                |          |  |
| N.º             | Título                                                               | Escritor(es)                   | Duración |  |
| 11.             | «Elaine» (Lado B de "The Winner Takes It All")                       | Benny Andersson, Björn Ulvaeus | 3:44     |  |
| 12.             | «Put On Your White Sombrero» (Outtake de las sesiones para el álbum) | Benny Andersson, Björn Ulvaeus | 4:34     |  |
| 49:40           |                                                                      |                                |          |  |

| Edición de 2005 en The Complete Studio Recordings |                                                      |                                                                |          |  |
| N.º                                               | Título                                               | Escritor(es)                                                   | Duración |  |
| 11.                                               | «Elaine» (Lado B de "The Winner Takes It All")       | Benny Andersson, Björn Ulvaeus                                 | 3:45     |  |
| 12.                                               | «Andante, andante» (Versión en español)              | Benny Andersson, Björn Ulvaeus, Budy McCluskey, Mary McCluskey | 4:40     |  |
| 13.                                               | «Felicidad» (Versión en español de "Happy New Year") | Benny Andersson, Björn Ulvaeus, Budy McCluskey, Mary McCluskey | 4:24     |  |
| 54:11                                             |                                                      |                                                                |          |  |

## Recepción

### Listas de popularidad
Super Trouper entró al Top 30 en más de veinte países, y alcanzó la posición número uno en casi la mitad de ellos. Fue el último disco del cuarteto en llegar al Top 20 del Billboard 200 y el último álbum del grupo en llegar al Top Ten de las listas japonesas. 
| Lista                                     | Posición |
| ----------------------------------------- | -------- |
| Alemania Top 50 Media Control Álbum Chart | 1        |
| Bélgica Top 50 Álbum Chart                | 1        |
| Finlandia Suosikki Álbum Chart            | 1        |
| Holanda Top 50 Álbum Chart                | 1        |
| México Lista de Álbumes Internacionales   | 1        |
| Noruega Top 40 VG Álbum Chart             | 1        |
| UK Álbum Chart                            | 1        |
| Suecia Top 60 Sverige Álbum Chart         | 1        |
| Suiza Top 30 Álbum Chart                  | 1        |
| Zimbabue Top 20 Álbum Chart               | 1        |
| Argentina Top 10 Álbum Chart              | 1        |
| Finlandia Top 40 YLE Álbum Chart          | 1        |
| Chile Top 100 Álbum Chart                 | 1        |
| Austria Top 50 Álbum Chart                | 1        |
| Canadá Top 50 Álbum Chart                 | 1        |
| España Afyve Álbum Chart                  | 1        |
| Australia Top 50 Álbum Chart              | 1        |
| Nueva Zelanda Top 40 RIANZ Álbum Chart    | 1        |
| Francia Top 30 Álbum Chart                | 1        |
| Japón Top 100 Oricon Álbum Chart          | 1        |
| Italia Hit Parade Álbum Chart             | 1        |
| E.U. Billboard 200                        | 1        |
| E.U. Top 200 Cashbox Álbum Chart          | 1        |
| E.U. Top 50 Variety Álbum Chart           | 1        |
| E.U. Top 200 Record World Álbum Chart     | 1        |

### Ventas y certificaciones
Super Trouper, junto con Arrival, es uno de los álbumes de estudio más vendidos del grupo y uno de los más exitosos a la vez. Obtuvo catorce certificaciones por sus ventas: tres de oro, siete de platino y cuatro multiplatino. Las cifras de ventas del álbum son complementadas por las dadas por Universal Music de Brasil (700 000), y México (880 000); sumando un total de más de 3 millones de copias en certificaciones. Desde entonces el álbum ha sumado un poco más de 17 500 000 millones de copias a nivel mundial.
| País/Organización | Certificación | Ventas             |
| ----------------- | ------------- | ------------------ |
| CAPIF             | Platino X 10  | 1 000              |
| BPI               | Platino x 4   | 1 150 000          |
| CRIA              | Platino X 4   | 400 000            |
| IFPI              | Platino X 2   | 1 000              |
| RIANZ             | Platino X 2   | 30 000             |
| IFPI              | Platino       | 100 000            |
| IFPI              | Platino       | 50 552             |
| IFPI              | Platino x 4   | 80 000             |
| PROMUSICAE        | Platino x 9   | 900 000            |
| SNEP              | Platino x 4   | 1 200 000          |
| ARIA              | Platino x 4   | 380 000            |
| IFPI              | Platino x 4   | 160 000            |
| Oricon            | Platino x 2   | 450 510            |
| RIAA              |               | 10.500 000 (aprox) |

### Críticas
Super Trouper fue recibido bien por la mayor parte de las críticas. La mayoría de ellas resaltan el hecho de que ABBA deja atrás la música disco, como lo hace Elisabeth Vicentelli, quien escribe en el sitio web Amazon.com: "Generalmente Super Trouper es considerado el mejor álbum de ABBA. La furia disco de Voulez-Vous fue botada y su sucesor estuvo muy cerca de ser perfecto". De igual forma, William Ruhlmann en el sitio web Allmusic expone: "Super Trouper encuentra a ABBA dejando atrás la música disco y regresando al típico sonido pop/rock de sus primeros álbumes", y le da cuatro estrellas de cinco.
En la revista Rolling Stone, Stephen Holden menciona: "Super Trouper es la lección de música más atractiva de ABBA desde Arrival", dándole solo dos estrellas de cinco. Otros críticos hacen notar que el álbum tiene buenas canciones, pero también malas. Adrián Denning resalta: Super Trouper es todavía fuerte después de todo, las buenas canciones llevan al álbum entero a un nivel que ciertamente podemos llamar bueno", al mismo tiempo le da siete estrellas y media de diez. Finalmente, George Starostin escribe sobre el álbum: "Suena bien. Menos disco, más ruido. Menos ruido, mejores canciones pop. Pero no lo suficiente." y les da ocho estrellas de diez clasificándolo como "Sólo muy bueno".

## Personal
ABBA
- Benny Andersson – sintetizador, teclado, acordeón y voz
- Agnetha Fältskog – voz
- Anni-Frid Lyngstad – voz
- Björn Ulvaeus – guitarra acústica y voz

Personal Adicional
- Ola Brunkert – batería
- Lars Carlsson – trompeta
- Anders Glenmark – guitarra
- Rutger Gunnarsson – bajo, guitarra
- Janne Kling – flauta, saxofón
- Per Lindvall – batería
- Janne Schaffer – guitarra
- Åke Sundqvist – percusión
- Mike Watson – bajo
- Lasse Wellander – guitarra
- Kajtek Wojciechowski – saxofón

### Producción
- Productores: Benny Andersson y Björn Ulvaeus
- Ingeniero: Michael B. Tretow
- Arreglos: Benny Andersson, Björn Ulvaeus y Rutger Gunnarsson
- Diseño: Rune Söderqvist